# Пещера Шове
Пещера Шове́ (фр. grotte Chauvet) — пещера с наскальными доисторическими рисунками на юге Франции вблизи небольшого города Валлон-Пон-д’Арк в долине реки Ардеш. Занесена в список исторических памятников Франции (13 октября 1995), является государственной собственностью (с 14 февраля 1997). В 2014 году пополнила список Всемирного наследия.

## История

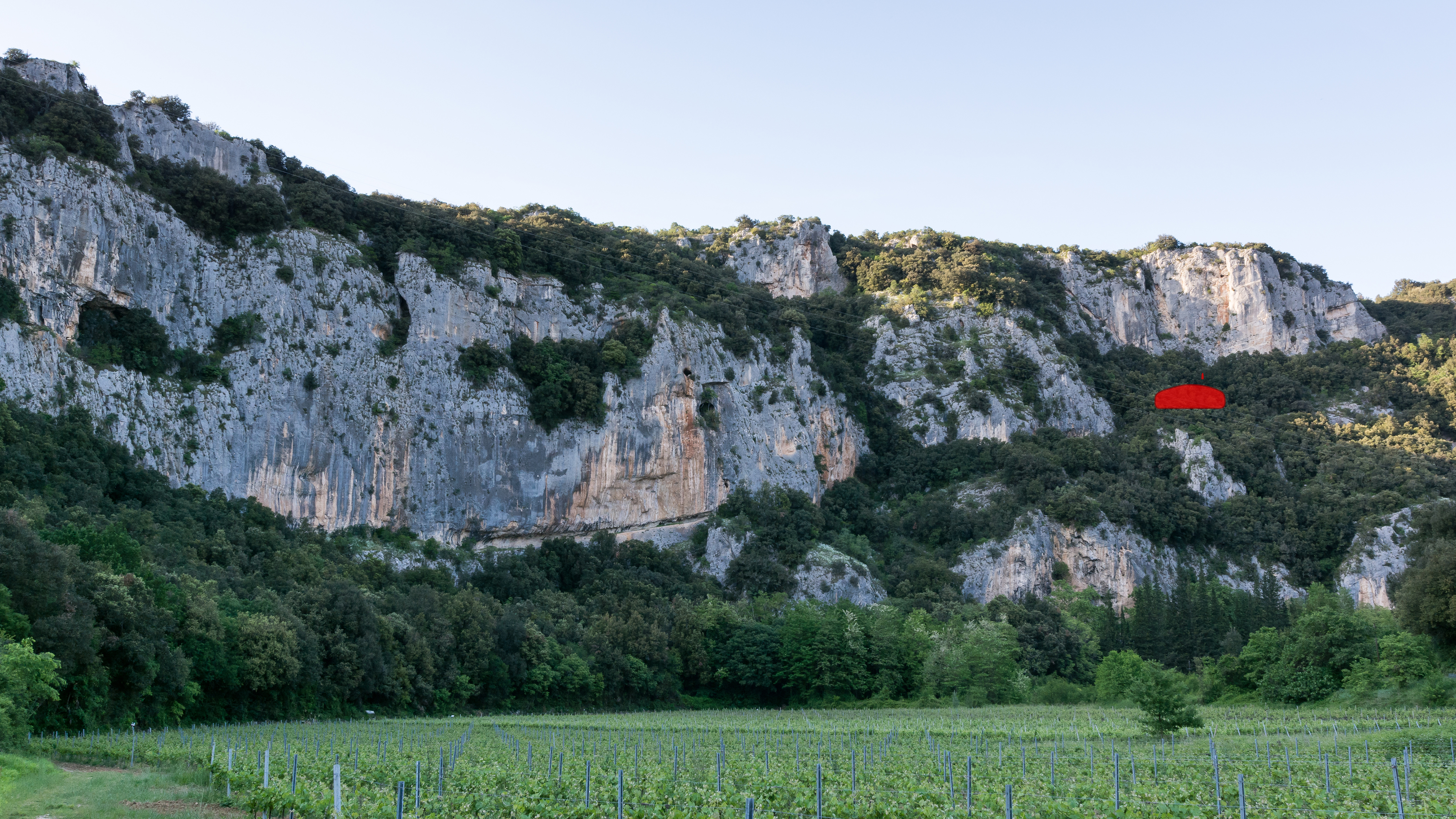
Расположение пещеры

По размерам пещера больше, чем Ласко, включает залы и галереи общей длиной 800 метров и высотой до 18 метров. Люди населяли пещеру в период от ≈ 37 000 до 33 500 лет назад, а затем снова в период от 31 000 до 28 000 лет назад.
В пещере обнаружено 435 рисунков с изображениями животных. Наскальная живопись представляет собой один из древнейших образцов пещерного искусства в мире.
Возраст старейших рисунков оценивается в 36 тыс. лет (ориньякская культура), однако точная датировка вызывает споры.
Наскальные росписи отлично сохранились благодаря тому, что из-за падения скальных обломков перед входом около 23 тыс. лет назад пещера Шове была отрезана от внешнего мира со времён ледникового периода. Пещеру открыли 18 декабря 1994 года три спелеолога — Жан-Мари Шове, Эльет Брюнель и Кристиан Илер .
В настоящее время пещера закрыта для общественного доступа, поскольку любое заметное изменение влажности воздуха может привести к повреждению наскальной живописи. Право доступа на несколько часов и с соблюдением ограничений могут получить лишь немногие археологи.

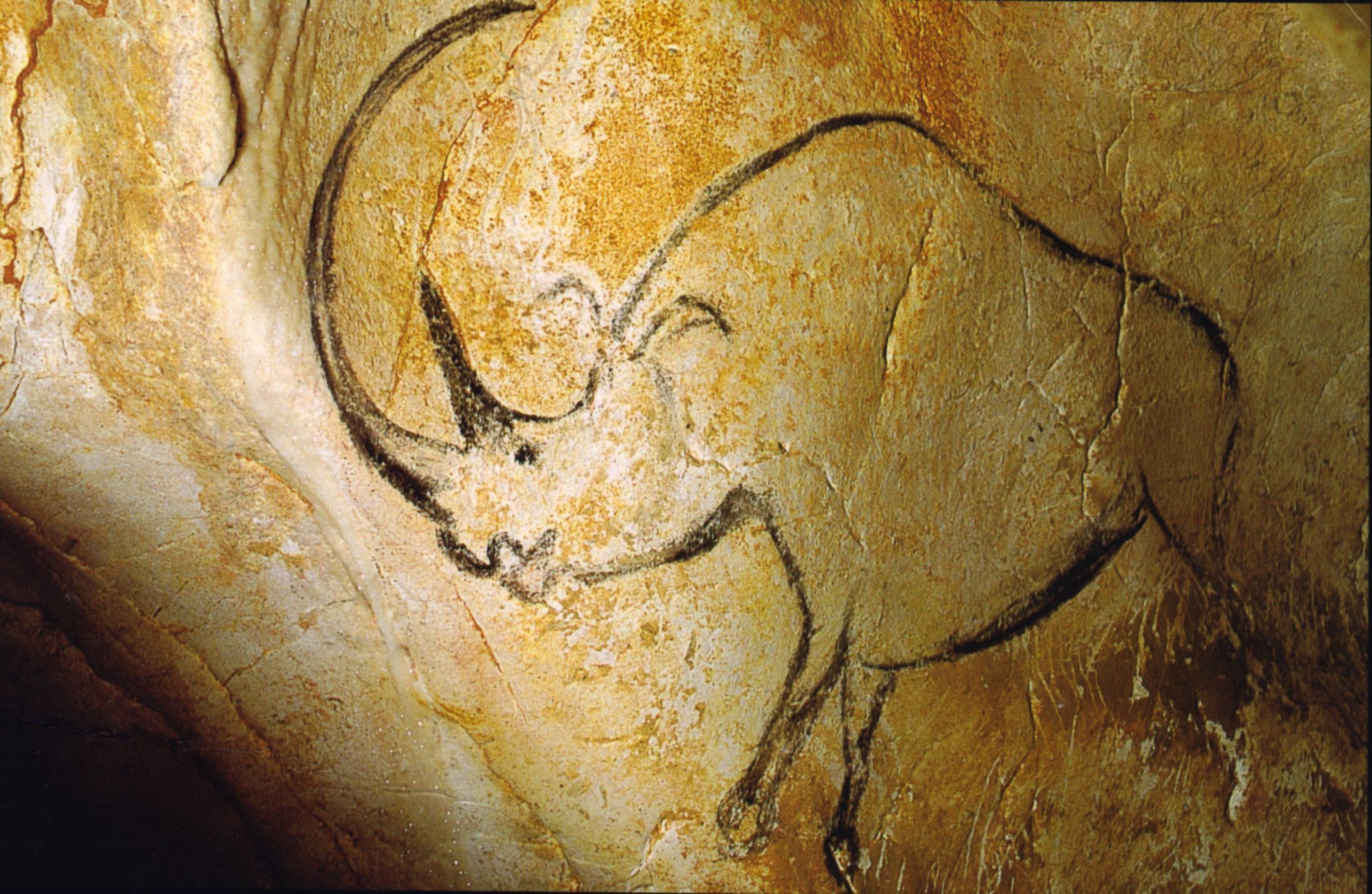
Изображение носорога в пещере Шове

На рисунках в пещере изображены шерстистый носорог, тарпан, пещерный лев, медведи, пантеры, бизоны и другие животные ледникового периода. Найденные в пещере кости в основном принадлежат медведям. Остаётся вопрос о причине нахождения такого количества медвежьих костей: возможно, жители пещеры исповедовали культ медведя.
Первое свидетельство о сосуществовании человека и собаки — следы лапы волка или собаки и ноги ребёнка — было обнаружено в пещере Шове.
В 2014 году ЮНЕСКО одобрило предоставление пещере статуса объекта Всемирного наследия.
Министр культуры Франции Орели Филиппетти назвала пещеру «одним из сакральных мест человечества», которое позволило историкам заглянуть в глубь веков.

## Пещера Пон-д’Арк
В 2010 году Вернер Херцог снял о загадках пещеры Шове и её окрестностей документальный фильм «Пещера забытых снов». Общественный резонанс, вызванный фильмом, привёл к тому, что правительство приняло решение построить неподалёку точную реплику пещеры, которая будет открыта для туристов. 25 апреля 2015 года её точная копия — пещера Пон-д’Арк (Caverne du Pont d’Arc), или пещера Шове 2 (Grotte Chauvet 2) — была открыта для посетителей вблизи города Валлон-Пон-д’Арк.
Создание точной копии пещеры потребовало несколько лет труда художников, инженеров, скульпторов и обошлось в 55 миллионов евро.
При помощи новейших технологий специалисты смогли в точности воспроизвести рисунки из оригинальной пещеры Шове.
В 2015 году Кристиан Тран снял документальный фильм о создании этой копии «Гении пещеры Шове».

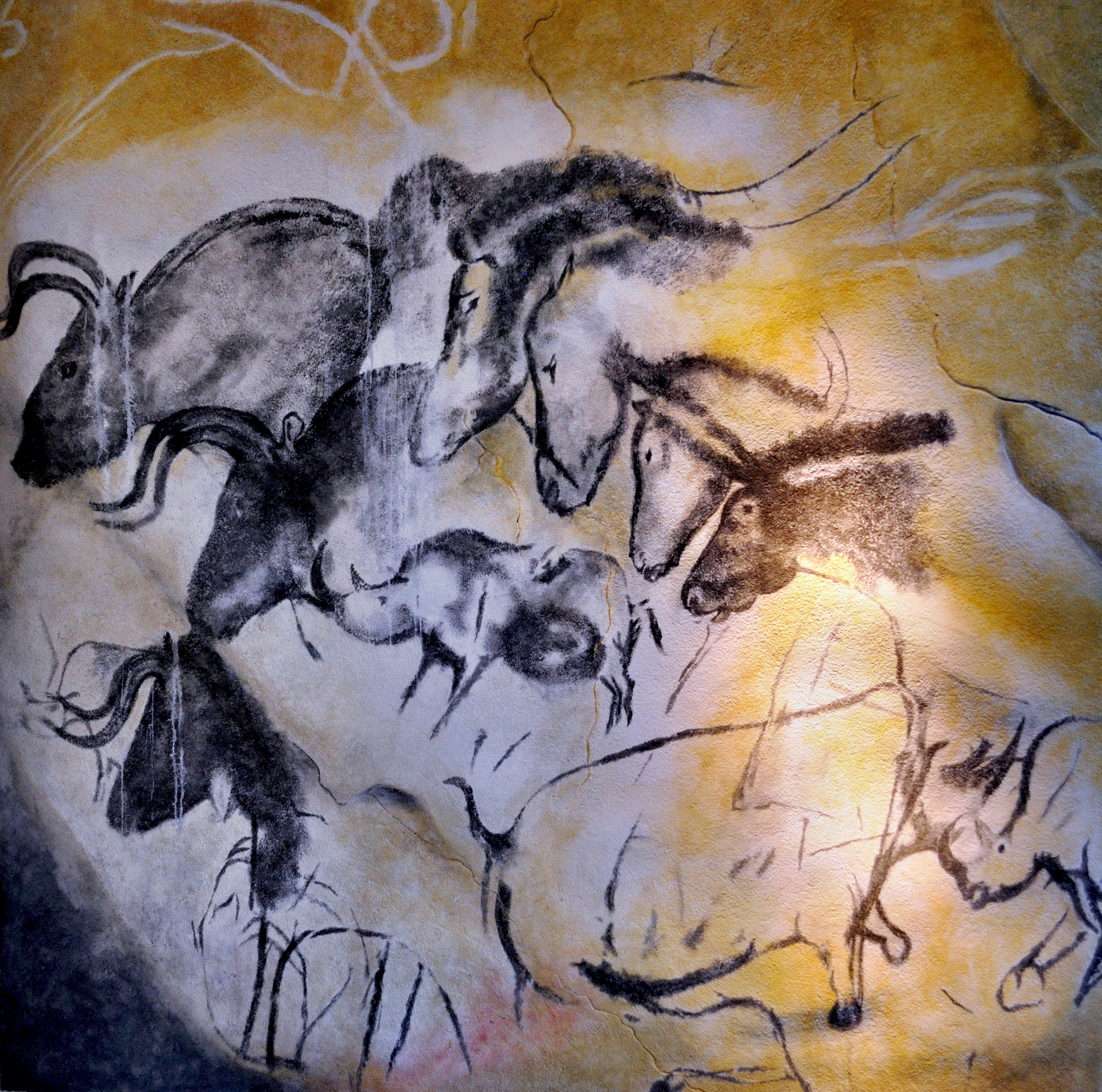
Лошади
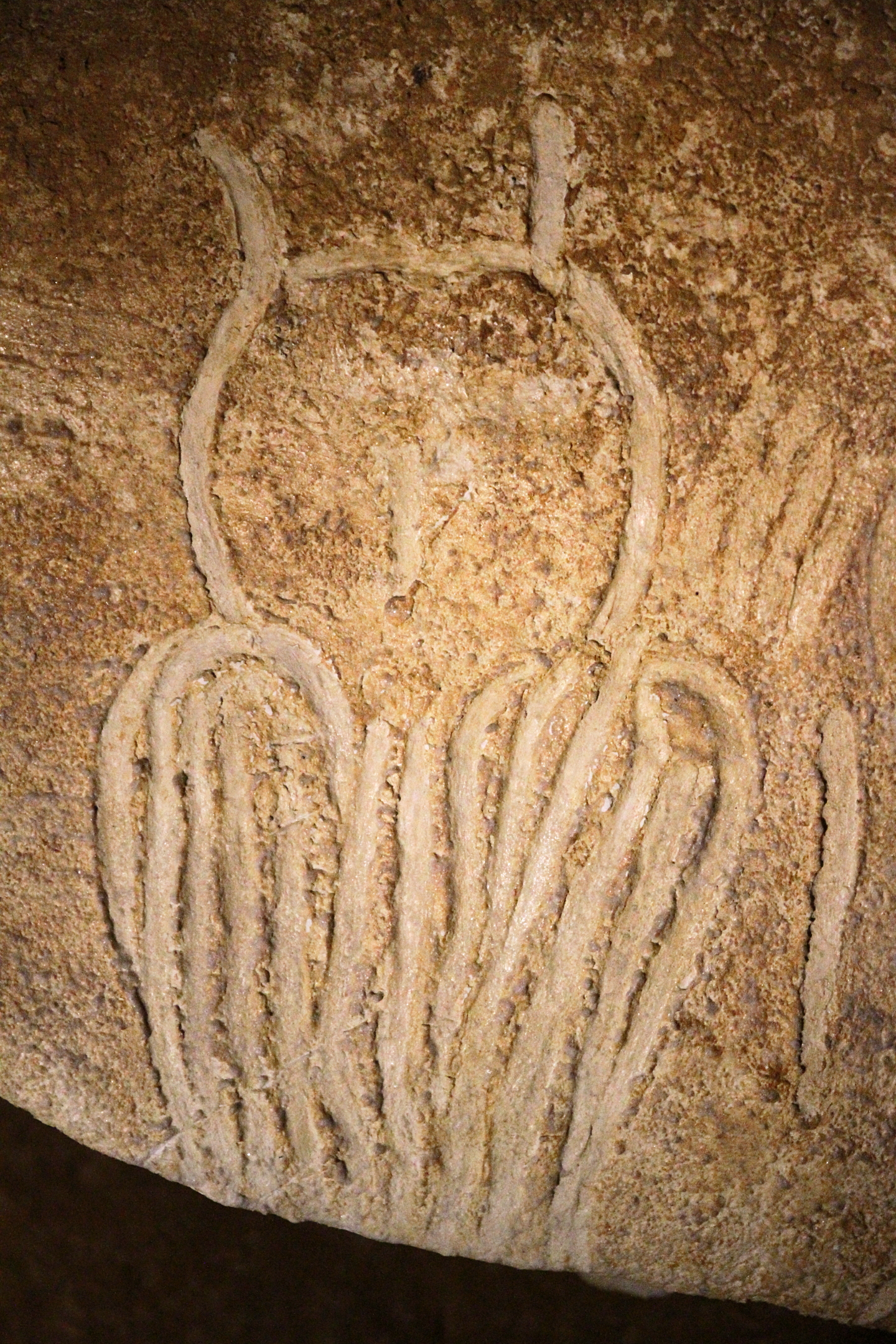
Сова
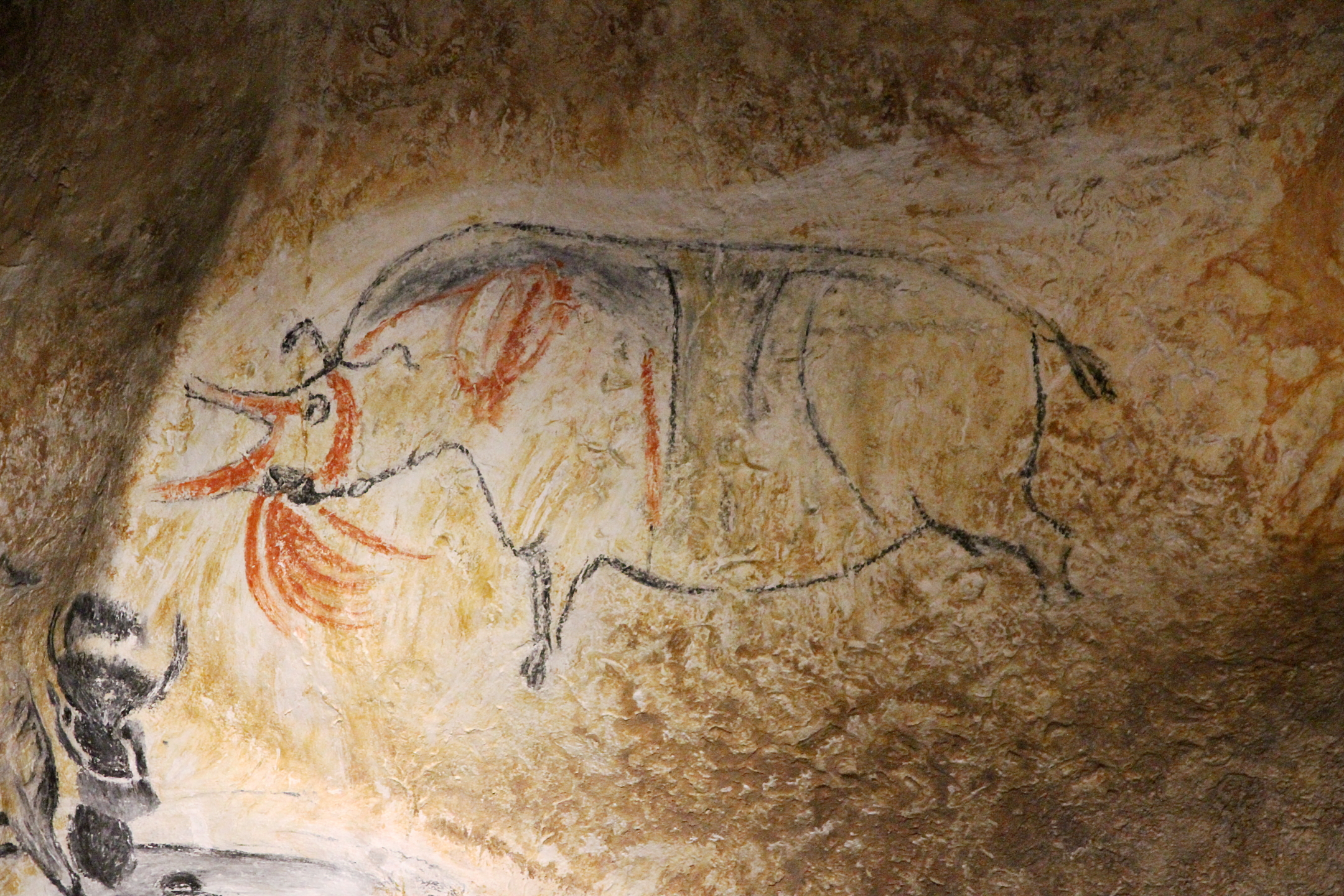
Носорог
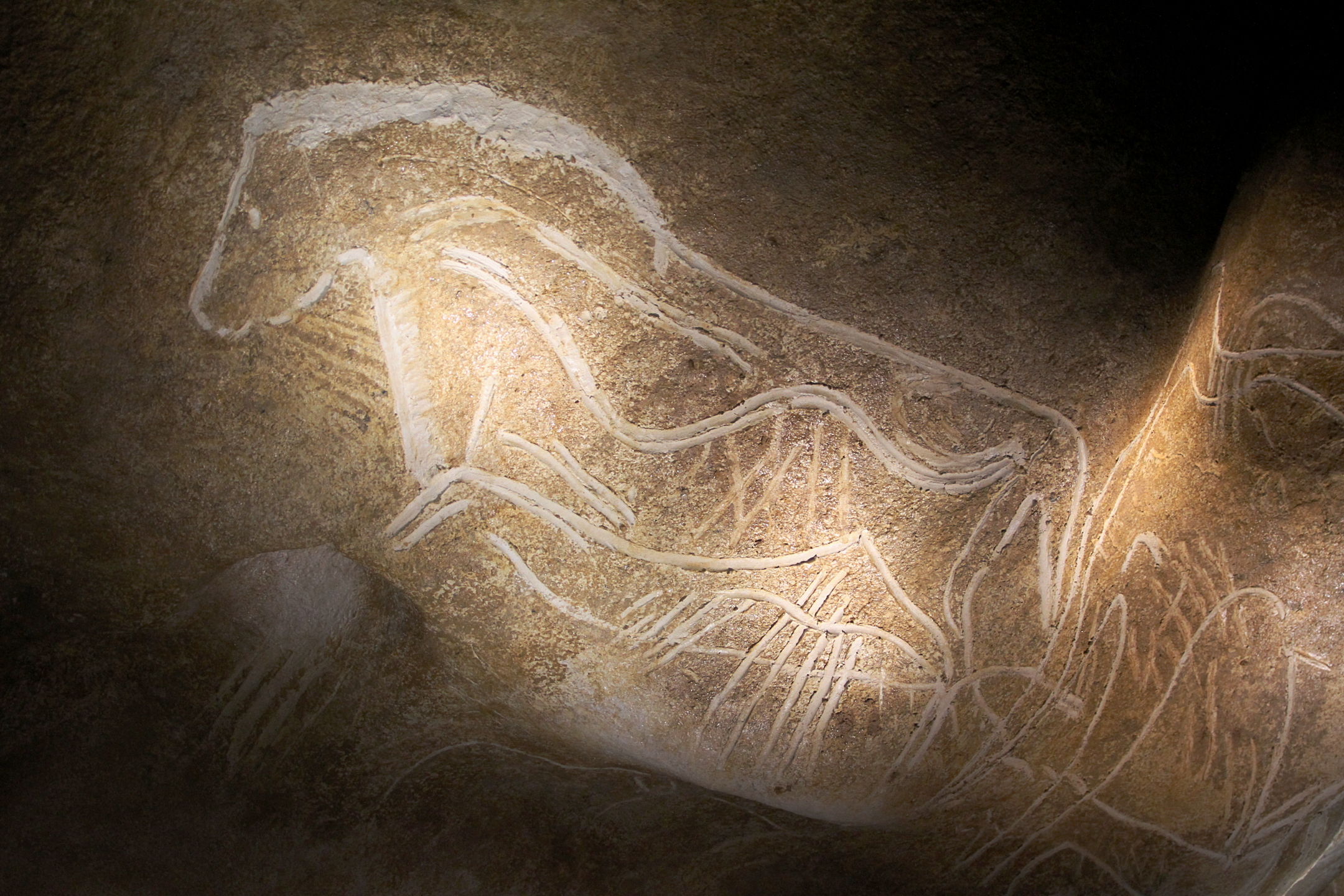
Лошадь